# Trinidad, Casanare
Trinidad là một khu tự quản thuộc tỉnh Casanare, Colombia. Thủ phủ của khu tự quản Trinidad đóng tại Trinidad Khu tự quản Trinidad có diện tích 2991 ki lô mét vuông. Đến thời điểm ngày 28 tháng 5 năm 2005, khu tự quản Trinidad có dân số 5323 người.